# Прусоцин
Прусоцин (пол. Prusocin) — село в Польщі, у гміні Стшеґово Млавського повіту Мазовецького воєводства.
Населення — 86 осіб (2011).
У 1975—1998 роках село належало до Цехановського воєводства.

## Демографія
Демографічна структура станом на 31 березня 2011 року:
|          | Загалом | Допрацездатний вік | Працездатний вік | Постпрацездатний вік |
| -------- | ------- | ------------------ | ---------------- | -------------------- |
| Чоловіки | 49      | 8                  | 36               | 5                    |
| Жінки    | 37      | 8                  | 20               | 9                    |
| Разом    | 86      | 16                 | 56               | 14                   |